# Giá cả
Giá cả là biểu hiện bằng tiền của giá trị hàng hoá, nghĩa là số lượng tiền phải trả cho hàng hoá đó. Về nghĩa rộng đó là số tiền phải trả cho một hàng hoá, một dịch vụ, hay một tài sản nào đó. Giá cả của hàng hoá nói chung là đại lượng thay đổi xoay quanh giá trị. Khi cung và cầu của một hay một loại hàng hóa về cơ bản ăn khớp với nhau thì giá cả phản ánh và phù hợp với giá trị của hàng hoá đó, trường hợp này ít khi xảy ra. Giá cả của hàng hoá sẽ cao hơn giá trị của hàng hoá nếu số lượng cung thấp hơn cầu. Ngược lại, nếu cung vượt cầu thì giá cả sẽ thấp hơn giá trị của hàng hoá đó.
Khái niệm giá cả là trung tâm của kinh tế học vi mô khi nghiên cứu các hoạt động của các doanh nghiệp và người tiêu dùng, cũng là trung tâm của tiếp thị khi nghiên cứu các kế hoạch tiếp thị.

## Các yếu tố tác động nên giá cả
Giá cả của một mặt hàng phụ thuộc vào:
- Giá trị của bản thân hàng hoá đó: tức là số lao động (thời gian lao động và công sức lao động) làm ra nó.
- Giá trị của đồng tiền
- Quan hệ cung và cầu về hàng hoá.